# Timothy Cole
Pour les articles homonymes, voir Cole.
Timothy Cole, né à Londres le 16 avril 1852 et mort à New York le 17 mai 1931, est un graveur sur bois américain. 

## Biographie
Établi à Chicago, il perd tout ce qu'il possède en 1871 lors du grand incendie. Il s'installe à New York en 1875 et travaille alors pour le Century, fonction qu'il occupera pendant 40 ans. 
Membre associé de l'Académie américaine des beaux-arts (1906), il y est élu en 1908.
Exposant dans de nombreuses villes européennes, il obtient une mention honorable au Salon des artistes français de 1910. 
Il est le père de Alphée Philémon Cole.